# Нимац, Никола
Никола Нимац (хорв. Nikola Nimac, 8 декабря 1981, Сплит) — хорватский скелетонист и бобслеист, выступал за сборную Хорватии в разных дисциплинах с 2002 года по 2011-й. Участник зимних Олимпийских игр в Турине, неоднократный победитель национального первенства, участник чемпионатов мира и многих этапов Кубков Европы и мира.

## Биография
Никола Нимац родился 8 декабря 1981 года в городе Сплит. Активно заниматься скелетоном начал в возрасте двадцати одного года, тогда же прошёл отбор в национальную сборную и стал ездить на крупные международные старты, порой показывая довольно неплохой результат. В ноябре 2005 года дебютировал в Кубке мира, на этапе в канадском Калгари пришёл к финишу тридцать седьмым. Набрав достаточное количество рейтинговых очков, удостоился права защищать честь страны на зимних Олимпийских играх 2006 года Турине, однако выступил здесь не очень удачно, в мужском одиночном разряде занял лишь двадцать шестое место.
Постолимпийский сезон из-за высокой конкуренции Нимац вынужден был проводить на второстепенных менее значимых турнирах, таких как Кубок Европы. В 2007 году на европейском первенстве в немецком Кёнигсзее был двадцать первым, затем в его карьере наступил очередной спад, связанный с ухудшившемся состоянием здоровья, спортсмен даже вынужден был пропустить Олимпиаду в Ванкувере. В сезоне 2011/12 предпринял попытку возвращения в большой спорт, но на этот раз решил попробовать себя в качестве бобслейного разгоняющего в экипаже опытного пилота Ивана Шолы. Вдвоём они финишировали тридцать первыми на чемпионате мира в Кёнигсзее, приняли участие в ещё нескольких побочных стартах, но большого успеха не добились. Поэтому вскоре Никола Нимац принял решение завершить карьеру профессионального спортсмена.